# Федоров Микола Ілліч (письменник)
Микола Ілліч Федоров (рос. Николай Ильич Фёдоров; 1790, Уфа — 7 травня 1825) — письменник, перекладач, державний службовець.
Спочатку навчався вдома, а в 1811 році вступив до Казанського університету. Згодом у 1812 році приїхав до Петербурга, де вступив до експедиції державних доходів, яку потім переформатували у департамент державного казначейства.
Переклав дещо з Горація (опубліковано у 1812 році в Санкт-Петербурзькому віснику), писав критичні статті та байки.
У 1815 році став столоначальником в департаменті міністерства юстиції.
У 1818 році призначений генпрокурором в Симбірській губернії, а у 1922 році за бажанням та запрошенням начальства знову переведений до Петербурга експедитором в департамент міністерства юстиції. У наступному році став начальником департаменту державного майна. Крім цієї посади, у 1824 році визначений юрисконсультом в правлінні державного позичкового банку.
Помер 7 травня 1825 року.